# Decompressiekamer

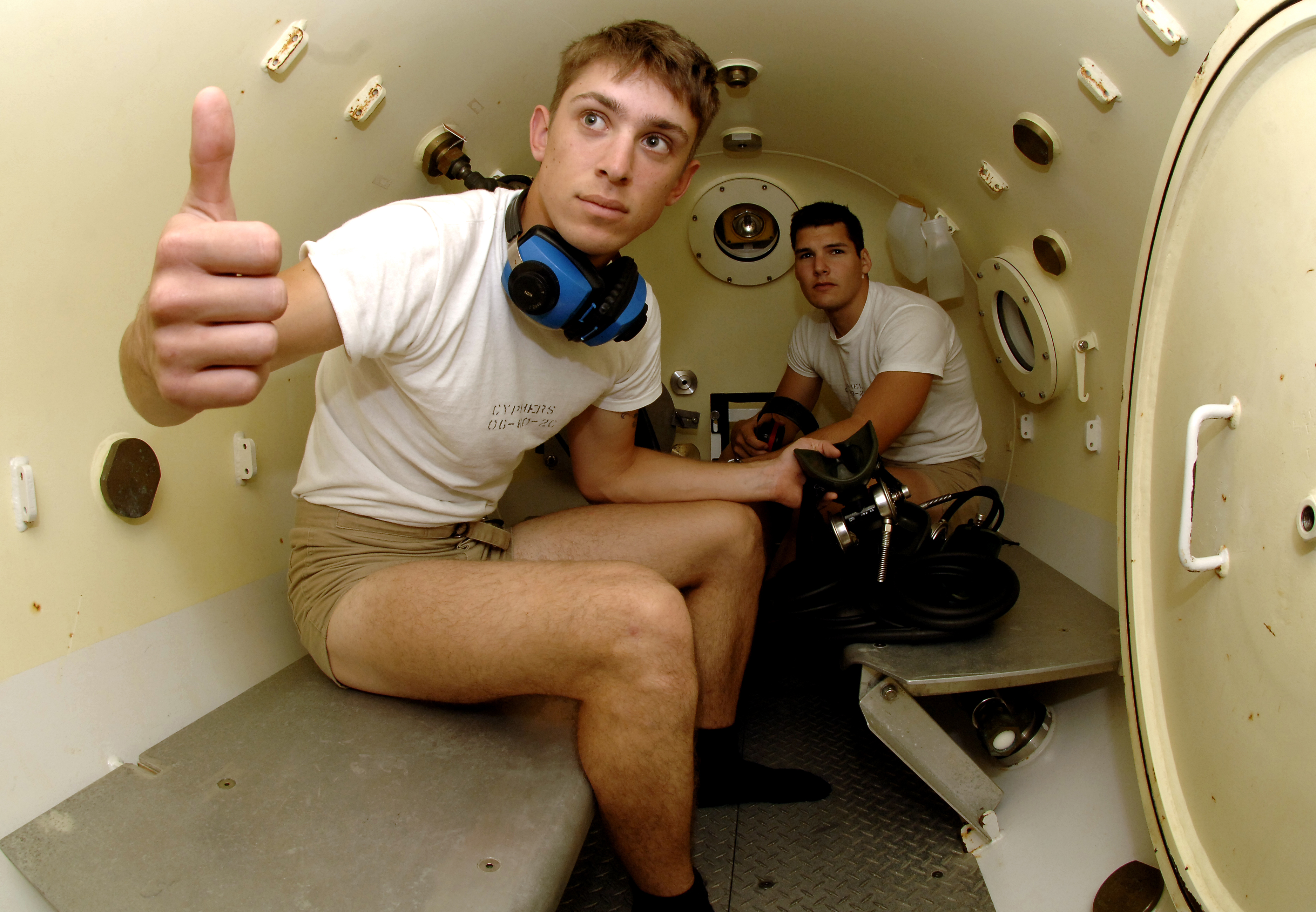
Decompressiekamer van de Amerikaanse marine

Een decompressiekamer of hyperbarekamer is een ruimte die wordt gebruikt voor hyperbare zuurstoftherapie en voor de preventie en behandeling van decompressieziekte/caissonziekte.
Caissonziekte ontstaat doordat het stikstofgas, dat bij hoge druk meer dan normaal in het lichaamsvocht wordt opgenomen, bij daaropvolgende drukverlaging belletjes vormt. De beste manier om dit bij duiken te voorkomen (afgezien van niet diep en lang duiken) zou zijn om zeer geleidelijk terug naar de oppervlakte te komen. Dergelijke zeer lange terugkeertijden zijn echter vaak niet praktisch, en dan wordt een decompressiekamer gebruikt.
De duiker keert dan wel relatief snel terug naar het schip of de wal, maar wordt daar vervolgens in een ruimte met verhoogde luchtdruk gebracht, die dan volgens het geldende schema zeer langzaam terug wordt gebracht naar een normale luchtdruk.